# Maumee
Maumee is een plaats (city) in de Amerikaanse staat Ohio, en valt bestuurlijk gezien onder Lucas County.

## Demografie
Bij de volkstelling in 2000 werd het aantal inwoners vastgesteld op 15.237.
In 2006 is het aantal inwoners door het United States Census Bureau geschat op 14.149, een daling van 1088 (-7.1%).

## Geografie
Volgens het United States Census Bureau beslaat de plaats een oppervlakte van
27,3 km², waarvan 25,7 km² land en 1,6 km² water. Maumee ligt op ongeveer 195 m boven zeeniveau.

## Plaatsen in de nabije omgeving
De onderstaande figuur toont nabijgelegen plaatsen in een straal van 12 km rond Maumee.